# بندای نامکو هلدینگز
بندای نامکو هلدینگز (株式会社バンダイナムコホールディングス) همچنین با نام گروه بندای نامکو، یک شرکت هلدینگ ژاپنی است که از ادغام بندای با نامکو در ۲۹ سپتامبر ۲۰۰۵ ایجاد شده‌است.
مقر اصلی این شرکت در شیناگاوا، توکیو است. شعبه‌های دیگر آن در سال ۲۰۰۸ در کیپرس، کالیفرنیا ایجاد شد.